# محمد بن خالد ابن أبي ظبيان
محمد بن خالد بن أبي ظبيان الغامدي، تابعي من أهل دمشق، من الفقهاء المحدثين والحفاظ المقرئين في الشام.

## نبذة عنه
من التابعين، فقيه مُحدث من المقرئين الحفاظ في الجامع الأموي في دمشق.
تتلمذ على يد الوليد بن مسلم، وتتلمذ على يديه إسحاق بن راهويه ومحمد بن محمد بن سليمان الباغندي.
- رتبته في الحديث: مجهول الحال.

ذُكر في سند حديث عبد الرحمن بن كعب بن مالك عن أبيه قال: قَالَ رَسُولُ اللَّهِ صَلَّى اللَّهُ عَلَيْهِ وَسَلَّمَ: «إِذَا افْتَتَحْتُمْ مِصْرَ فَاسْتَوْصُوا بِالْقِبْطِ، فَإِنَّ لَهُمْ ذِمَّةً وَرَحِمًا».

## انظر ايضًا
- أبو ظبيان الأعرج